# Le Soldat oublié
Le Soldat oublié est un récit autobiographique de Guy Sajer (de son vrai nom Guy Mouminoux, aussi connu sous son nom d'auteur de BD Dimitri) publié en 1967 aux éditions Robert Laffont. Le livre est un témoignage des deux années passées par l'auteur, alors adolescent, sur le front de l'Est pendant la Seconde Guerre mondiale. Il a reçu le prix des Deux Magots l'année suivant sa publication et en 2011 a été traduit dans plus d'une trentaine de langues.

## Résumé
L'histoire de ce récit débute en juillet 1942, alors que Guy Sajer n'a pas encore dix-sept ans. Français par son père, et Allemand par sa mère, habitant l'Alsace, il est mis au service du Reich allemand, dans le cadre de l'Arbeitsdienst, sous le nom de Sajer, le nom de jeune fille de sa mère. Il travaille ainsi à Chemnitz, puis Dresde. Son intégration dans la Wehrmacht, peu de temps après, le voit faire partie, du fait de son jeune âge, du train des équipages. Après sa formation près de Varsovie, il rejoint alors en train Bialystok puis Minsk. Il participe dans ce cadre au ravitaillement des troupes sur le front de l'Est. Il continue sa route par Gomel puis Kiev. Durant l'hiver 1942, la progression jusqu'à Romny est rendue difficile par le froid intense et les attaques de partisans. Son unité, la 19. Kompagnie Rollbahn, n'atteindra pas Stalingrad avant que la 6e armée allemande de Paulus ne capitule. Arrêtée aux environs de Kharkov, l'unité se replie tant bien que mal jusqu'à Aktyrka puis au centre de tri de Kiev.
Début 1943, après un repos en permission à Berlin et Magdebourg où il rencontre Paula, il se porte volontaire, suivant son ami Halls, pour être incorporé dans la division Grossdeutschland. Avec son unité, il connaîtra les combats en première ligne, notamment devant Bielgorod, durant la bataille de Koursk. Replié sur Aktyrka, il remonte en ligne à Konotop où son unité, encerclée, est contrainte de réaliser une percée pour se libérer de l'étreinte soviétique. De là, le repli se transforme en retraite jusqu'au Dniepr dont le franchissement, Bérézina de la Wehrmacht, se fera dans les pires conditions, au sud de Kiev. L'hiver 1943 le trouve expédié au centre de reformation de la Grossdeutschland à Lvov, malade. 
Durant cet hiver 1943, on lui octroie alors sa deuxième permission, qu'il passera à la lutte contre les partisans du côté de Lublin, parfois aux côtés d'unités SS. Au printemps suivant, il retrouve ses compagnons d'armes à nouveau sur le Dniepr, où ils se trouvent à nouveau bousculés. La retraite, entrecoupée de nombreux combats de retardement, de reformations et d'affectations à la diable, s'achève près de Reghin, à l'été 1944.
Revenu en Pologne, il est expédié avec les restes de sa division en province de Prusse-Orientale, pour y repousser l'invasion soviétique. De nombreux combats, là aussi, ont lieu sans permettre de contenir l'avancée ennemie. Repoussé dans Memel, il combat au milieu des civils, dans l'attente d'une évacuation. Elle se fera par bateau, jusqu'à Pillau, qui s'avère être un bien piètre abri. Contraint de rejoindre à pied Dantzig, en marchant sur le Frische Nehrung gelé, il combat encore au sud de Gotenhafen, aux côtés des enfants et des vieillards de la Volksturm. Finalement, il parvient à s'extirper de la nasse, obtenant son ordre d'embarquement, et quittant la Prusse-Orientale depuis le port de Hela, vers avril 1945.
Miraculeusement, Sajer se trouve ainsi transporté au Danemark, puis débarqué à Kiel. Il doit partir au combat contre les Anglo-américains, mais se rend sans combattre, aux environs de Lauenburg. Prisonnier de guerre à Mannheim, il est rapidement libéré du fait de son origine française. Il rentre alors chez lui, à Wissembourg, retrouvant très progressivement la manière de vivre en temps de paix, après un passage de dix mois dans l'armée française.

## Thèmes abordés
- La camaraderie au sein de l'armée allemande est le thème le plus fortement développé dans le livre. Ainsi, du début à la fin de son récit, Sajer scande les actes de bravoure, les faiblesses et les actes du quotidien de ses camarades et amis. Halls, August Wiener (l'ancien), Frösch, Neubach, Lensen, Lindberg, Pferham sont sans cesse à ses côtés, bien que disparaissant l'un après l'autre au fil des combats, des attaques de partisans ou encore des exécutions de la Feldgendarmerie.
- Les conditions de vie (et de mort) du soldat allemand, ravitaillement, femmes, discipline, moments de détente, sont rapportés avec beaucoup d'intensité. Notamment, l'hiver russe et ses −40 °C, les gelures, les maladies, les amputations et bien sûr les pertes sont rapportés avec force et précision.
- Au fil du texte et du temps qui passe, on constate dans le récit la déliquescence progressive de toute l'organisation allemande. De la machine de guerre bien huilée et bien équipée, très mordante encore en 1942, on voit petit à petit comment chaque part du ravitaillement ou de l'équipement va décroissant. Nourriture (de périodes de bombance aux pires privations, des confiseries aux pires ersatz), armement (supériorité des blindés et de l'aviation qui change progressivement de côté, armes individuelles d'abord rassurantes, puis d'aucune utilité ou presque), courrier, moral… Tout va de mal en pis.
- Immanquablement, l'ennemi est diversement apprécié. Si les combattants d'en face sont estimés, parfois plaints, il n'existe pas de pitié pour les partisans, et les exactions russes (conditions de détention des prisonniers allemands ou bombardements de civils) ne trouvent d'égal que dans celles commises côté allemand (ce qui est pour le coup très peu évoqué).
- On voit également l'évolution de la stratégie adverse : d'abord envoyant des masses d'infanterie se faire massacrer, les Soviétiques utiliseront de plus en plus leur supériorité technique, en laissant les fantassins attendre l'arrivée des T-34 ou l'écrasement de l'artillerie et de l'aviation (notamment les Il-2).
- L'armement individuel est présent, mais sans trop de détail. On s'attarde un peu sur les Mausers, « Spandau » (la mitrailleuse MG 42) et autre « Geschnautz » (déformation de Geschütz, terme parfois utilisé dans l'ouvrage pour des mitrailleuses MG 34, mais plutôt pour des canons de 20 mm à tir rapide[réf. nécessaire]), et surtout sur les Panzerfausts.

## Éditions
- Le Soldat oublié, éditions Robert Laffont, 1967.
- Le Soldat oublié, version intégrale avec les dessins de l'auteur aux éditions Gergovie, 1998.

Le livre a été publié dans 37  ou   38 langues, la dernière le chinois en 2011. Il a été vendu à plus de trois millions d'exemplaires.